# Смит, Фреда
Фреда Смит (англ. Freda Smith), полное имя Мэри Альфреда Смит (англ. Mary Alfreda Smith; род. 22 ноября 1935 года, Покателло, штат Айдахо, США) — американский священник, пастор Метропольной общинной церкви — первая женщина, рукоположённая в сан в этой христианской деноминации. Гражданская активистка, выступающая за права женщин и ЛГБТ. Её деятельность способствовала декриминализации гомосексуальности в штате Калифорния.

## Ранние годы и образование
Родилась 22 ноября 1935 года в городе Покателло. Родители, Альфред и Мэри Смит, переехали в Айдахо из Оклахомы во время Великой депрессии незадолго до её рождения. Во время обучения в школе демонстрировала способности к математике и естественным наукам. Воспитывалась бабушкой по линии отца, Лидией Гариетт Смит, проповедницей Церкви Назарянина, поэтому ранние годы Фреды прошли среди назареев. За исключением Смитов, район, в котором они жили, был населён мармонами.
Фреда посещала богослужения назареев два раза в неделю. Домашние собрания группы включали гимны, изучение Библии и молитву. Верующие боролись с искушениями и получали радостное обновление веры, вдохновлённое чувством присутствия Бога. Под впечатлением от этих собраний Фреда думала стать проповедницей или поэтом.
После Второй мировой войны и смерти бабушки семья Смитов начала отдаляться от назареев. Фреда вступила в Армию спасения, куда её привлекло деятельное сострадание к людям, нуждавшимся в помощи. Примерно в это же время она осознала свою гомосексуальность и начала с ней бороться. Фреда оставила Айдахо и переела к родственникам в Техас. Здесь в библиотеках она брала книги по волновавшей её теме, но всё, что Фреда читала, было пугающим. Гомосексуальность в 1950-е годы осуждалась повсеместно. Она много молилась, прося об исцелении, но оставалась прежней. Бог не хотел менять её.
Фреда покинула Техас и вернулась в родной город и поступила в Государственный колледж Айдахо, где изучала риторику и журналистику. Всё это время она продолжала молиться об исцелении. Чувствуя сильное призвание к ораторскому искусству, Фреда присоединилась к команде дебатов в колледже, чтобы приобрести практику публичных выступлений. Наконец, она осознала, что не сможет изменить свою сексуальную ориентацию и смирилась. После преследования гомосексуальных людей в Бойсе в 1955 и 1956 годах Фреда покинула Айдахо и переехала в Калифорнии, где обнаружила ЛГБТ-сообщество.
Поступила в Калифорнийский государственный университет в Сакраменто, где изучала английский язык и психологию и окончила его со степенью магистра, став лицензированным терапевтом по вопросам брака и семьи.

## Служение
В Калифорнии Смит активно участвовала в политической и правозащитной деятельности. Борьба за права человека побудила её к участию в президентской избирательной кампании Бобби Кеннеди в Калифорнии в 1968 году . После его убийства, Фреда совершила каминг-аут как лесбиянка и феминистка и начала работу над изменением антигомосексуального законодательства в штате Калифорния. В те дни, до Стоунволлских бунтов, публичное подтверждение не гетеросексуальной ориентации было редкостью; гомосексуальность всё ещё была противозаконной в Калифорнии, осуждалась церковными организациями и считалась психическим заболеванием. Смит стала сопредседателем Калифорнийского комитета по реформе сексуального права и работала над прохождением билля 489, отменявшего закон о содомии. Билль был предложен депутатом Уилли Брауном . Она прочитала перед законодателями штата своё стихотворение о любви двух женщин. В зале также присутствовал лейтенант-губернатор Мервин Димейлли, чей голос в сенате штата стал решающим в декриминализации гомосексуальных отношений в Калифорнии в 1975 году.
Во время работы по реформированию законодательства Смит узнала о Метропольной общинной церкви, которая была основана пастором Троем Перри в 1968 году. Она почувствовала призвание к священству и присоединилась к этой церковной организации. В 1972 году Смит стала первой женщиной-священником и первой лесбиянкой, рукоположённой в Метропольной общинной церкви . В следующем году она убедила деноминацию изменить устав и использовать местоимения «он и она». Смит была первой женщиной, избранной в совет старейшин в 1973 году на четвёртой Генеральной конференции в Атланте, когда совет был расширен с четырёх до семи членов.
В 1975 году в Денвере она, вместе с Робертом Сирико, обвенчала первую однополую пару в США с лицензией на гражданский брак, выданной государством . При её участии Метропольная общинная церковь заняла лидирующие позиции среди христианских деноминаций в области социальной деятельности, продвижения гендерного равенства, включая рукоположение женщин в духовный сан, инклюзивного языка и теологии включения.
Смит служила старшим пастором Метропольной общинной церкви Сакраменто с 1972 по 2005 год. В 2005 году она вышла на пенсию, стала директором Службы преподобной старейшины Фреды Смит и начала работу над воспоминаниями, чтобы сохранить раннюю историю ЛГБТИК-христиан .